# Közepes pávaszem
A közepes pávaszem (Saturnia spini) a rovarok (Insecta) osztályának lepkék (Lepidoptera) rendjébe, ezen belül a pávaszemek (Saturniidae) családjának Saturnia nemébe tartozó, Magyarországon védett faj.

## Előfordulása
Európai elterjedésű fajként a következő országokból vannak előfordulási adatai: Ausztria, Bosznia-Hercegovina, Bulgária, Csehország, Görögország, Horvátország, Macedónia,  Magyarország, Oroszország, Románia, Szlovákia és Törökország. Magyarországon a hetvenes évek óta eltűnt.

## Megjelenése
Szárnyfesztávolsága 60–85 mm.
Első szárnyának töve sötétbarna, élénk fehéressárga és sötétbarna sáv határolja. Szemfoltja nagy, a külső harántsávja széles, csipkézett. A csúcstérben rózsaszínű folt található, a külső szegély legkülső sávja sötétbarna, beljebb sárgásbarna, majd sötétbarna. A hátsó szárny hasonló, ám tőtere hamvas, középbarna szőrzettel fedett.

## Életmódja
Hernyójának tápnövényei: fűz, nyír, kőris, kökény és más szilvafélék.
Április-májusban rajzik. Éjszaka repül.

## Védettsége
Magyarországon 1982 óta védett, természetvédelmi értéke 50 000 Ft.

## Rokon fajok
A közepes pávaszem rokon a nagy pávaszem (Saturnia pyri) és a kis pávaszemmel (Saturnia pavonia).